# Elektor
Elektor è una rivista mensile su tutti gli aspetti dell'elettronica, pubblicata prima come Elektuur nei Paesi Bassi nel 1960, e ora pubblicata a livello mondiale in molte lingue incluso inglese, tedesco, olandese, francese, greco, spagnolo, svedese, portoghese (nativo e Brasiliano), finlandese e italiano, distribuita in oltre 50 nazioni. La versione in inglese di Elektor fu lanciata nel 1975 ed è letta in tutto il mondo.

## Storia
Pubblicata come Elektuur nei Paesi Bassi nel 1960, Elektor pubblica una vasta gamma di realizzazioni elettroniche, articoli di fondo e progetti rivolti ad ingegneri, amatori, studenti e professionisti. Per aiutare i lettori a costruire le realizzazioni pubblicate, Elektor offre anche PCB (circuiti stampati) di molti dei suoi progetti, così come kit e moduli. Se il progetto impiega un microcontrollore e/o programmi per PC, e questo adesso è frequente, Elektor fornisce normalmente il codice sorgente e i file gratuitamente attraverso il suo sito web. Anche la maggior parte dei disegni dei PCB è disponibile sul suo sito.
Elektor pubblica anche libri, CD e DVD su audio, microprocessori, software, linguaggi di programmazione ed elettronica in generale.
Elektor è edito da Elektor International media, con sede in Limbricht, Paesi Bassi.

## Edizione italiana
La prima Elektor in italiano, sottotitolata elettronica - scienza tecnica e diletto, venne fondata dalla Jacopo Castelfranchi Editore (JCE) a giugno 1979. Nel 1982 passò al Gruppo Editoriale Jackson. Uscirono 71 numeri fino all'aprile 1985, quindi la Jackson la rinominò in Elettronica Hobby (poi divenuta Fare Elettronica).
Nel gennaio 1987 la rivista di elettronica Progetto della JCE ottiene i diritti su Elektor e ne diventa, solo per una parte delle pagine, l'edizione italiana, cambiando nome in Progetto - le pagine di Elektor, poi Progetto - Elektor e le sue pagine, infine Progetto Elektor. Continuò fino al 1998, quando venne sostituita da Progetto PC Upgrade.
A luglio/agosto 2008 nacque una nuova Elektor italiana, pubblicata dalla Inware Edizioni, che poi divenne soltanto digitale e si concluse con il numero di luglio/agosto 2013.